# اريك كونينغهام
اريك كونينغهام هو سياسي كندي، ولد في 14 أبريل 1949 بهاميلتون في كندا، وتوفي في 2015 بهانتسفيل في كندا. حزبياً، نشط في الحزب الليبرالي في أونتاريو ‏. وقد انتخب عضو برلمان مقاطعة أونتاريو.